# Гирлевик
Гирлевик (тур. Girlevik Şelalesi) — каскад водопадов в 29 км к юго-востоку от Эрзинджана в Турции. В 1950—1953 годах Государственный гидротехнический завод (ГГЗ) построил на его нижнем участке гидроэлектростанцию мощностью 3040 кВт. Когда в 1965 году была добавлена третья группа, водопроизводительность Гирлевикской электростанции возросла до 3*866 л/с. Воды Гирлевика беспорядочно падают с травертиновой платформы.
Вода падает с высоты 30—40 м в три этапа. Она поступает из девяти источников на окраине села Каледжик в нескольких километрах от водопада.
Территория вокруг водопада превращена в зону отдыха. Водопад известен своим прохладным от природы воздухом. Наледи, которые образуются зимой в результате замерзания воды, создают благоприятные условия для экстремального вида спорта — ледового альпинизма. В летние месяцы в окрестностях водопада сохраняется прохладный и освежающий микроклимат.
Водопад Гирлевик очень популярен у жителей города Эрзинджан и прочих окрестных поселений в качестве места для отдыха. У водопада есть множество столиков, которые сдаются туристам.